# Opicia
L'Opicia era, secondo la nomenclatura geografica dell'età antica, la terra abitata dagli Opici e quindi dagli Osci, nell'attuale Italia meridionale.

## Territorio
I limiti dell'Opicia non sono ancora del tutto chiariti, ma comprendeva certamente quella che oggi è la città metropolitana di Napoli e parte della Calabria settentrionale. Infatti popolazioni opiche abitavano fin dall'Età del bronzo l'isola di Vivara; quando i coloni greci vennero sulle coste di Cuma per fondarvi la città, trovarono sulla collina dell'acropoli un insediamento osco.
Iscrizioni in lingua osca sono state rinvenute in un'area notevolmente più estesa, fino alle attuali Basilicata, Puglia, Calabria e perfino Sicilia nordoccidentale, ma non è chiaro se a tale diffusione corrispondesse una simmetrica presenza di genti osche, quanto piuttosto processi migratori successivi, in particolare dei Sanniti che le avrebbero presto assorbite.

### Città
Accanto all'insediamento presso la futura Cuma, tra le città dell'Opicia si annoverano Nuceria Alfaterna, Pompei, fondate nel VI secolo a.C. da genti osche, e Atella, patria della fabula atellana.

## Popolazioni
In Opicia coabitarono e si succedettero diverse popolazioni, per lo più di ceppo indoeuropeo.
Accanto agli Opici, abitatori originari che davano alla regione il nome e che vi erano insediati fin dai primi secoli del I millennio a.C., se non prima, e agli Osci loro successori, nell'area giunsero presto coloni greci, che fondarono città sulla costa. Più tardi, verso il V secolo a.C., la regione fu occupata dai Sanniti, che assorbirono il popolo osco, a loro strettamente affine. La conquista romana, infine, portò alla latinizzazione completa della regione, che perse la propria specificità.

## Storia
L'Opicia fu conquistata dapprima dai Greci di Cuma (e poi di Neapolis) che dominavano il Golfo di Napoli già nel VII e fino al V secolo a.C.; quindi fu conquistata dai Romani nel corso del IV secolo a.C., a seguito delle guerre sannitiche.